# Tito Pulón

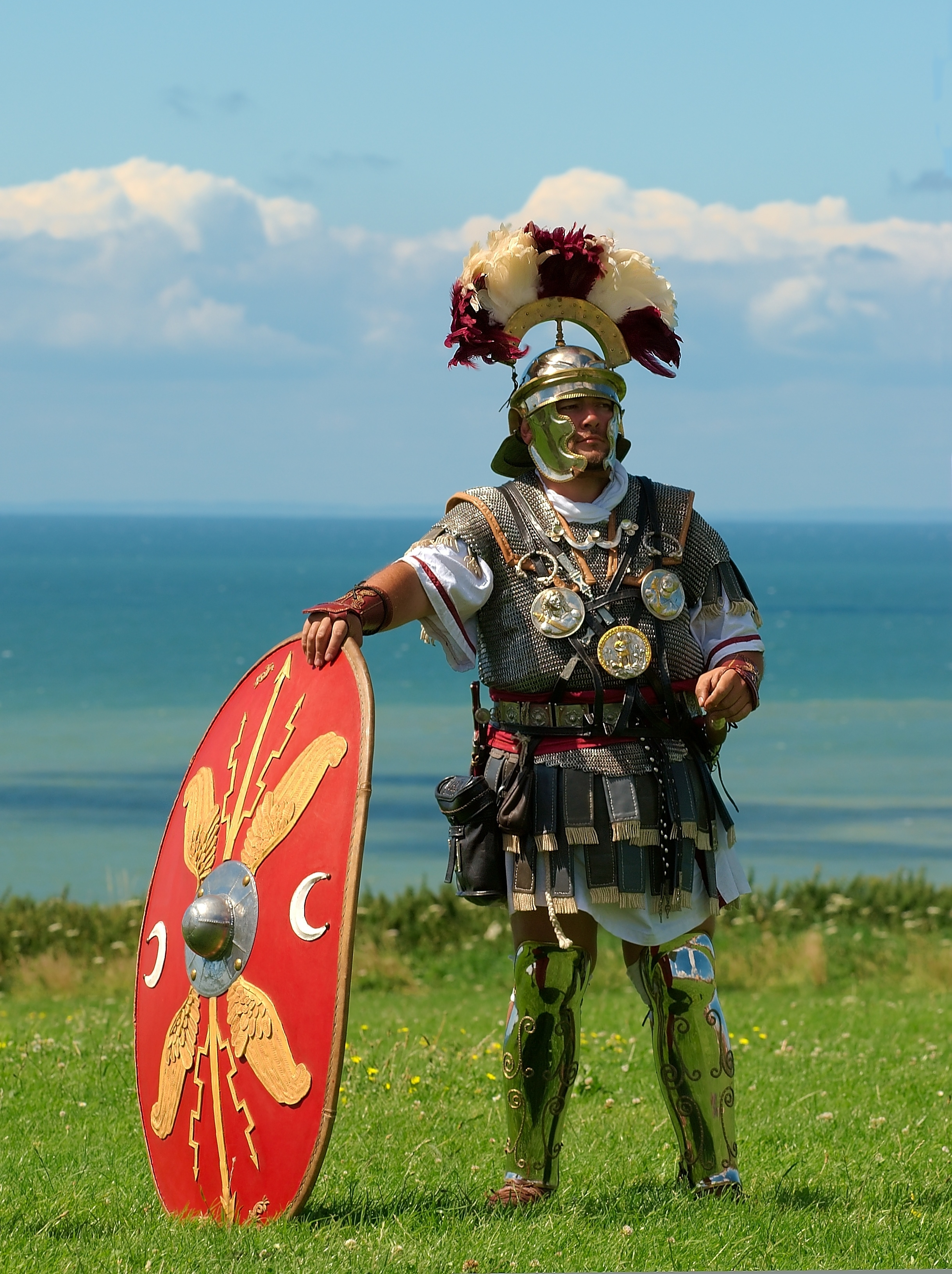
Representación de un centurión romano en Boulogne, Francia.

Tito Pulón (en latín, T. Pullo) fue un centurión de la IX Legión romana.

## Carrera
Pulón fue centurión de la Legio IX de César, mencionado por  Julio César en el capítulo 44 del Libro V De Bello Gallico (Comentarios sobre la Guerra de las Galias). Posteriormente, estuvo en las tropas pompeyanas. César refiere que Lucio Voreno y Pulón rivalizaban por ser considerado como el más valeroso, dentro del capítulo 44 del Libro V de sus Comentarios a la guerra de las Galias:  

«Había en esta legión dos centuriones muy valerosos, Tito Pulón y Lucio Voreno, a punto de ser promovidos al primer grado. Andaban éstos en continuas competencias sobre quién debía ser preferido, y cada año, con la mayor emulación, se disputaban la precedencia. Pulón, uno de los dos, en el mayor ardor del combate al borde de las trincheras: « ¿En qué piensas, dice, oh Voreno?, ¿o a cuándo aguardas a mostrar tu valentía? Este día decidirá nuestras competencias. » En diciendo esto, salta las barreras y embiste al enemigo por la parte más fuerte. No se queda atrás Voreno, sino que temiendo la censura de todos, síguele a corta distancia. Dispara Pulón contra los enemigos su lanza, y pasa de parte a parte a uno que se adelantó de los enemigos; el cual herido y muerto, es amparado con los escudos de los suyos, y todos revuelven contra Pulón cerrándole el paso. Atraviésanle la rodela, y queda clavado el estoque en el bálteo. Esta desgracia le paró de suerte la vaina que, por mucho que forcejeaba, no podía sacar la espada, y en esta maniobra le cercan los enemigos. Acude a su defensa el competidor Voreno, y socórrele en el peligro, al punto vuelve contra este otro el escuadrón sus tiros, dando a Pulón por muerto de la estocada. Aquí Voreno, espada en mano, arrójase a ellos, bátese cuerpo a cuerpo, y matando a uno, hace retroceder a los demás. Yendo tras ellos con demasiado coraje, resbala cuesta abajo, y da consigo en tierra. Pulón, que le vio rodeado de enemigos, corre a librarle, y al fin ambos, sanos y salvos, después de haber matado a muchos, se restituyen a los reales cubiertos de gloria. Así la fortuna en la emulación y en la contienda guió a entrambos, defendiendo un émulo la vida del otro, sin que pudiera decirse cuál de los dos mereciese en el valor la primacía.»

Pulón y Voreno eran, pues, fieros rivales para lograr la promoción a primipilo, el centurión más antiguo de una legión. Ambos se distinguieron en el año 54 a. C. cuando los nervios atacaron la legión bajo Quinto Cicerón en sus cuarteles de invierno en territorio nervio. En un esfuerzo de sobrepasar a Voreno, Pulón salió fuera del campamento y atacó al enemigo, pero pronto le hirieron y rodearon. Voreno le siguió y se implicó en un combate mano a mano con sus atacantes, asesinando a uno y rechazando al resto, pero resbaló y pronto fue a su vez rodeado. Pulón entonces rescató a Voreno, y después de matar a varios enemigos, la pareja volvió al campamento entre el aplauso de sus camaradas.
En la guerra civil de 49 a. C., Pulón parece vinculado a una legión comandada por el legado de César Cayo Antonio. En el 48 a. C., Antonio fue bloqueado en una isla y obligado a rendirse; Pulón fue aparentemente responsable de que la mayoría de los soldados cambiaran de bando para luchar junto a Pompeyo. Más tarde ese año, está documentado defendiendo valientemente el campamento de Pompeyo en Grecia del ataque de César poco después de la batalla de Farsalia.

## Representaciones ficticias

### Roma
Tito Pulón es la base para el personaje de ficción llamado «Tito Pullo» que aparece en la serie de televisión Roma de la cadena HBO, interpretado por el actor Ray Stevenson. El personaje se basa de manera muy vaga en el Pulón histórico, aunque está representado como un legionario - no un centurión - bajo el mando de Lucio Voreno, y como perteneciente a la Legio XIII Gemina y no la Legio XI. En esta representación, «Pullo» tiene un papel destacado en varios acontecimientos históricos significativos, incluyendo ser el padre biológico del hijo de Cleopatra, Cesarión, y asesinar a Marco Tulio Cicerón. «Pullo» más tarde se casa con una de sus antiguas esclavas.

### Caesar
Tito Pulón y Lucio Voreno son también personajes menores de César, un libro de la serie de Colleen McCullough dedicado a la Antigua Roma. Aparecen como centuriones sirviendo bajo Quinto Cicerón, comandante de la Novena Legión (Legio IX Hispana).

### Legion
Pulón también aparece, de nuevo junto con Lucio Voreno, en la tetralogía Legion del ciclo  Videssos por Harry Turtledove. Las novelas tratan de unos pocos manípulos de las legiones de César en la Galia que son expulsados por la magia druidica a una tierra de magia basándose de manera muy libérrima en el Imperio bizantino. Los dos compañeros son bastante leales al retrato de César, comenzando como legionarios rivales antes de convertirse en amigos íntimos y llegando al rango de centurión.